# قائمة كنائس الروم الملكيين الكاثوليك في لبنان
تتوزع كنائس الروم الملكيين الكاثوليك (حوالي 215 كنيسة) في لبنان علي سبعة ابرشيات، أبرشية بيروت وجبيل وأبرشية طرابلس وأبرشية بعلبك ومطرانية الفرزل وزحلة والبقاع وأبرشية بانياس قيصرية فيليبس ومرجعيون وأبرشية صيدا ودير القمر وأبرشية صور.

## أبرشية بيروت وجبيل
أنظر أيضا: أبرشية بيروت وجبيل للروم الملكيين الكاثوليك
قائمة كنائس أبرشية بيروت وجبيل
- بازيليك القديس بولس - حريصا

- كنيسة سيدة الانتقال - الأشرفيّة
- كنيسة المخلص - السوديكو - الأشرفيّة
- كنيسة سيدة الساحل - انطلياس
- دير الميلاد المقدس - اللقلوق
- كنيسة سيدة النياح - بتغرين
- كنيسة سلطانة الملائكة - البدوي
- كنيسة سيدة النهر - برج حمود
- كنيسة سيدة الانتقال - برمانا
- كنيسة النبي الياس - بسكنتا
- كنيسة سيدة البشارة - بعبدا
- كنيسة الملاك ميخائيل - بعبدات
- كنيسة القديس جاورجيوس - بكفيا
- كنيسة سيدة المعونات - بولونيا
- كنيسة القديس يوسف - بيت شباب
- كنيسة القديسة ريتا - جبيل وجوارها
- كنيسة يوحنا المعمدان - جسر الباشا
- كنيسة الصليب المقدس - جعيتا
- كنيسة القديس يوسف - الجعيتاوي
- كنيسة سيدة النياح - الجوار
- كنيسة القديسين قسطنطين وهيلانة - جونيه
- كنيسة القديس يوحنا الحبيب - حازمية
- كنيسة القديس جاورجيوس - حبرمون
- كنيسة سيدة النجاة - الحدث
- كنيسة سيدة البشارة - الحدث
- كنيسة يوحنا المعمدان - حمانا
- كنيسة القديسين بطرس وبولس - الحمرا
- كنيسة النبي الياس والقديس جاورجيوس والقديس نيقولاوس (الدير) - الخنشارة
- كنيسة النبي الياس - الدكوانة
- كنيسة يوحنا الحبيب - الداشونية
- كنيسة سيدة العناية - الدورة
- كنيسة القديس جاورجيوس - ذوق مكايل
- كنيسة القديس باسيليوس - ذوق مصبح
- كنيسة القديسة حنة - الرابية والربوة
- كنيسة القديس يوحنا فم الذهب - رأس النبع
- كنيسة سيدة البشارة - رومية المتن
- كنيسة النبي الياس - زبوغا
- كنيسة سيدة البشارة - زقاق البلاط
- كنيسة سيدة الحماية - سن الفيل
- كنيسة القديس جاورجيوس - الشبانية
- كنيسة دير القيامة - شبروح
- كنيسة مار بطرس - الشوير
- كنيسة سيدة الخلاص - الشياح
- كنيسة دير المخلص - صربا
- كنيسة القديس نيقولاوس - الصفرا
- كنيسة القديس جاورجيوس - الضبيه
- كنيسة المخلص - ضهور الشوير
- كنيسة سيدة الانتقال - عاليه
- كنيسة سيدة الحنان - عجلتون
- كنيسة القديس أنطونيوس - العكاوي
- كنيسة القديسة تريزيا الطفل يسوع - عين السنديانة
- كنيسة النبي الياس - عين الصفصاف
- كنيسة الصليب الكريم - عين القبو
- كنيسة النبي الياس - عين كسور
- كنيسة القديس جاورجيوس - فالوغا
- كنيسة مار سمعان الشيخ - الفردوس - سد البوشريّة
- كنيسة سيدة المعونة الدائمة - فرن الشباك
- كنيسة سيدة الرجاء - الفنار
- كنيسة القديس ديمتريوس - كفرتيه
- كنيسة سيدة النياح - كفرذبيان
- كنيسة القديسة تقلا - كفرشيما
- كنيسة سيدة النياح - كفر عقاب
- كنيسة القديس أنطونيوس - المتين
- كنيسة القديسة ريتا - منصورية المتن
- كنيسة الملاك ميخائيل - نابيه

- كنيسة القديس سمعان لعامودي - وادي الكرم

## أبرشية طرابلس
أنظر أيضا: أبرشية طرابلس للروم الملكيين الكاثوليك
قائمة كنائس أبرشية طرابلس
- كاتدرائية القديس جاورجيوس - طـرابـلـس
- رعية القبـة ومـجـدليـا
- رعية سيدة البشارة - الـمـيـنـاء
- رعية الصليب المقدس - شـدرا
- رعية سيدة الوحدة - ضهر العين والكورة
- رعية القديس الياس - الـتـلـيـل
- رعية ايليا النبي الغيور - شـكـا
- رعية سيدة النجاة - الشـيـخ مـحـمـد
- رعية القديسين بطرس وبولس الـبـتـرون
- رعية القديس جاورجيوس عـدبـل
- رعية القديس سمعان العمودي دوما
- رعية القديس يوسف مـنـيـارة
- رعية القديس جاورجيوس عـيـدمـون

## أبرشية بعلبك
أنظر أيضا: أبرشية بعلبك للروم الملكيين الكاثوليك
قائمة كنائس أبرشية بعلبك
- كنيسة القديسة بربارة - بعلبك
- كنيسة مار الياس - عين برضاي
- كنيسة مار الياس - إيعات
- كنيسة القديس جاورجيوس - الفاكهة
- كنيسة سيدة البشارة - المعلقة بعلبك
- كنيسة مار بولس - راس بعلبك
- كنيسة مار اليان - راس بعلبك
- كنيسة القديس جاورجيوس - الجديدة
- كنيسة القديس جاورجيوس - القاع
- كنيسة مار الياس - القاع
- كنيسة السيدة - القاع
- كنيسة مار شربل - القاع
- كنيسة مار الياس - جديدة
- كنيسة مار الياس - العين

## مطرانية الفرزل وزحلة والبقاع
أنظر أيضا: أبرشية الفرزل وزحلة والبقاع للروم الملكيين الكاثوليك
قائمة كنائس مطرانية الفرزل وزحلة والبقاع
- كنيسة سيدة النجاة - سيدة النجاة
- كنيسة مار الياس الحي - الراسية ووادي العرائش
- كنيسة مار الياس المخلصية
- كنيسة مار جرجس - حارة التحتا
- كنيسة مار مخايل - حارة التحتا
- كنيسة البربارة - لبربارة
- كنيسة مار يوحنا - عين الدوق
- كنيسة مار يوسف الشير - الميدان
- كنيسة مار يوحنا المعمدان - حوش الزراعنة
- كنيسة مار جرجس - المعلقة
- كنيسة مار الياس - المعلقة
- كنيسة سيدة الانتقال - قاع الريم
- كنيسة مار يوسف - حوش الامراء
- كنيسة مار بطرس وبولس - كسارة
- كنيسة مار اندراوس
- كنيسة سيدة النياح - الفرزل
- كنيسة سيدة البشارة - الفرزل
- كنيسة سيدة الانتقال - ابلح
- كنيسة مار جرجس - رياق
- كنيسة سيدة الانتقال - حوش حالا
- كنيسة مار جرجس - تربل
- كنيسة مار الياس - عين كفرزبد
- كنيسة مار جرجس - كفرزبد
- كنيسة سيدة الانتقال - قب الياس
- كنيسة القديسة ريتا - قب الياس
- كنيسة سيدة المعونة الدائمة - جلالا تعنايل وتعلبايا
- كنيسة مار الياس - شتورا
- كنيسة مار مخايل - جديتا
- كنيسة مار الياس - بر الياس
- كنيسة مار جرجس - الدكوة
- كنيسة مار جرجس - المنصورة
- كنيسة مار جرجس - جب جنين
- كنيسة سيدة الوحدة والسلام - عميق
- كنيسة مار الياس - خربة قنافار
- كنيسة مار بطرس وبولس - تل دنوب
- كنيسة مار الياس - عانا
- كنيسة مار جرجس - كفريا
- كنيسة سيدة الانتقال - صغبين
- كنيسة مار جرجس - عيتنيت
- كنيسة سيدة الانتقال - مشغرة
- كنيسة مار تقلا - دير عين الجوزة – رئيس الدير
- كنيسة مار يوحنا - باب مارع
- كنيسة مار جرجس - القرعون

## أبرشية بانياس قيصرية فيليبس ومرجعيون
أنظر أيضا: أبرشية بني ياس للروم الملكيين الكاثوليك
قائمة كنائس أبرشية بانياس قيصرية فيليبس ومرجعيون
- كاتدرائيّة القديس بطرس – جديدة مرجعيون
- كنيسة السيّدة – جديدة مرجعيون
- كنيسة القديس ماما – دير ميماس
- كنيسة مار يوسف – برج الملوك
- كنيسة القديس بطرس - بانياس
- كنيسة سيّدة الانتقال – راشيا الوادي
- كنيسة السيدة – كفرمشكي
- كنيسة السيّدة – الكفير
- كنيسة سيدة الانتقال –حاصبيا
- كنيسة القديس نيقولاوس – بلاط
- كنيسة التجلي –راشيا الفخار
- كنيسة السيدة – الخيام
- كنيسة السيّدة - القنيطرة

## أبرشية صيدا ودير القمر
أنظر أيضا: أبرشية صيدا للروم الملكيين الكاثوليك
قائمة كنائس أبرشية صيدا ودير القمر
- كاتدرائية مار نقولا
- كنيسة سيدة الإنتقال - جزين
- كنيسة القديس جاورجيوس - روم
- كنيسة السيدة - كفرحونة
- كنيسة القديسة بربارة - أنان
- كنيسة السيدة - قتالة
- كنيسة  الملاك ميخائيل - قيتولي
- كنيسة النبي ايليا - كفرفالوس
- كنيسة القديس نيقولاوس - عين المير
- كنيسة أب الأباء إبراهيم - جنسنايا
- كنيسة مار يوحنا - كرخا
- كنيسة ميلاد السيدة - مغدوشة
- كنيسة مار يوحنا - مراح الحباس
- كنيسة مار يوحنا المعمدان - الصالحية
- كنيسة القديس توما الرسول - برتي
- كنيسة القديس جاورجيوس - جرجوع
- كنيسة النبي ايليا - الحسانية
- كنيسة القديس باسيليوس - عين الدلب
- كنيسة القديس جاورجيوس - المحاربية
- كنيسة سيدة الإنتقال - عبرا
- كنيسة المخلص - حيتولي
- كنيسة مار جرجس - كفريا
- كنيسة ميلاد السيدة - القرية
- كنيسة مار يوسف - مجدليون
- كنيسة القديس جاورجيوس - المية ومية
- كنيسة القديسة تقلا - وادي الليمون
- كنيسة  القديس جاورجيوس - عينبال
- كنيسة سيدة الانتقال - حصروت
- كنيسة النبي ايليا - كفرنبرخ
- كنيسة القديس أنطونيوس - الباروك
- كنيسة القديس جاورجيوس - الخريبة
- كنيسة النبي ايليا - دير القمر
- كنيسة سيدة الانتقال - عماطور
- كنيسة مار مخائيل - عميق
- كنيسة سيدة الإنتقال - كفرقطرة
- كنيسة مار مخائيل - معاصر الشوف
- كنيسة القديس جاورجيوس - الهلالية
- كنيسة سيدة الإنتقال - جون
- كنيسة دخول العذراء - الوردانية
- كنيسة القديس كيرلس - عين زحلتا
- كنيسة القديس جاورجيوس - سرجبال
- كنيسة سيدة الإنتقال - المختارة
- كنيسة سيدة البشارة - وادي بنحليه
- كنيسة سيدة الانتقال - مجدلونا
- كنيسة القديس جاورجوس - غريفة
- كنيسة القديس أنطونيوس - الجميلية
- كنيسة الأقمار الثلاثة - بنعفول
- كنيسة انتقال السيدة - النبطية

## أبرشية صور
أنظر أيضا: أبرشية صور للروم الملكيين الكاثوليك
قائمة كنائس أبرشية صور
- كاتدرائية القديس توما الرسول
- كنيسة سيدة البشارة
- كنيسة القديس يوسف - قانا
- كنيسة القديس جاورجيوس - تبنين
- كنيسة السيدة - صفد
- كنيسة السيدة - برعشيت
- كنيسة القديس جاورجيوس - دير دغيا
- كنيسة القديس توما الرسول - النفاخيه